# تغير المناخ والشعوب الأصلية

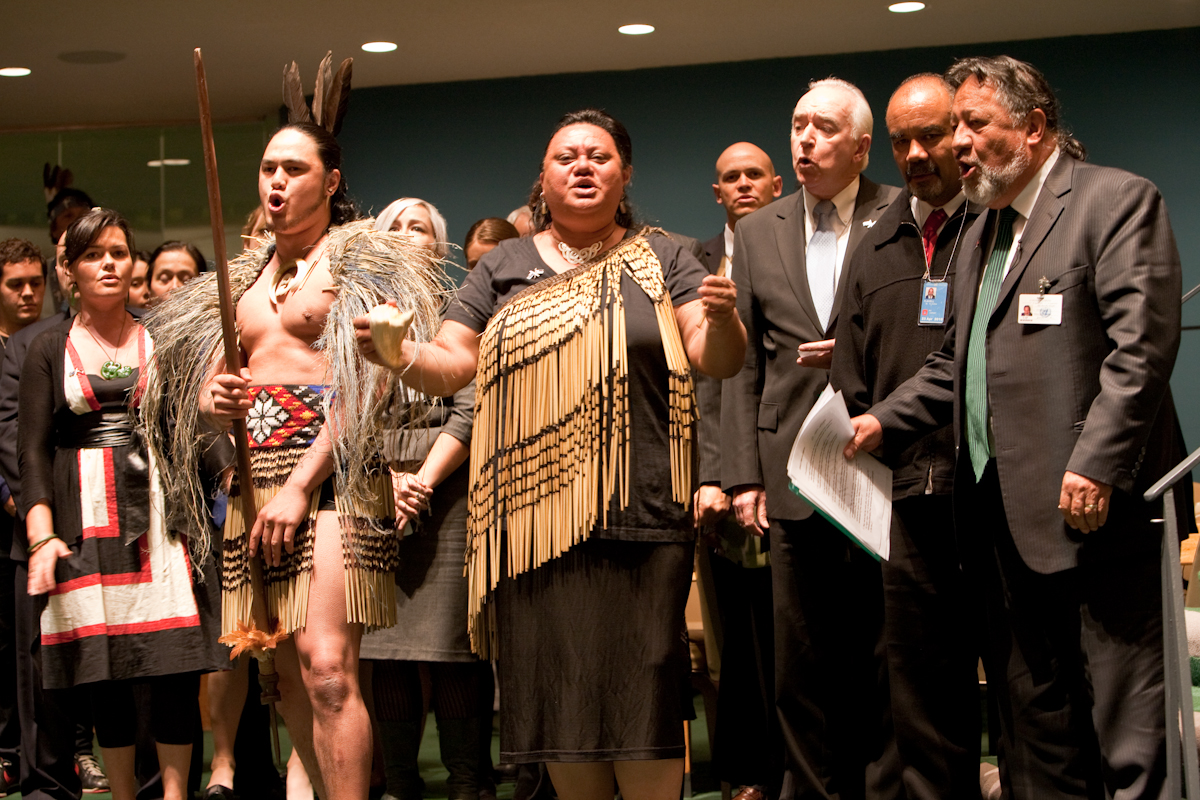

لدى السكان الأصليين تجارب كثيرة بسبب المناطق المختلفة التي يقطنونها في جميع أنحاء العالم، كما أن لديهم تجارب واسعة بدأ العلم الغربي في إدراجها في بحثه عن تغير المناخ وحلوله.

## تأثير تغير المناخ على الشعوب الأصلية
تشير التقارير إلى أن ملايين الأشخاص في جميع أنحاء العالم سيضطرون إلى الانتقال وتغيير أماكن سكنهم بسبب ارتفاع منسوب البحار والفيضانات والجفاف والعواصف. وفي حين أن هذا سيؤثر على البشر في جميع أنحاء العالم، فإن التأثير سيصيب السكان الأصليين بشكل كبير وغير متناسب في مناطق مثل القطب الشمالي والمحيط الهادئ. في الواقع، إن عدم اتخاذ إجراءات من قبل الجهات الفاعلة المحلية يمكن أن يؤدي ليس فقط إلى تدمير أراضيهم بل أيضًا إلى الإبادة الجماعية بالنسبة لهم ككل. والشعوب الأصلية ترتبط بمناخها. إحدى المجموعات الأصلية في هاواي وهي جماعة الماولي، على سبيل المثال، يعتقدون أنهم مرتبطون رتباطًا جسديًّا بجميع الأشياء الطبيعية الموجودة في جزيرة أرخبيل. ومن ناحية أخرى، يميل الغربيون إلى عدم التعرف على الأرض التي يقطنون فيها، بل تعريف أنفسهم على أساس احتلالهم. وفي نهاية المطاف، فإن السكان الأصليين هم الأكثر تأثرًا بتغير المناخ، وتقرير مؤتمر القمة العالمي للسكان الأصليين لعام 2009 عن تغير المناخ يبين الآثار السلبية التي يواجهونها في 7 مناطق في جميع أنحاء العالم.

### المنطقة القطبية الشمالية
تغير المناخ الأسوأ كان في القطب الشمالي، ليس فقط مع ارتفاع درجات الحرارة ضعف حجم الزيادة في بقية العالم، بل وأيضا مع ذوبان وغرق الجليد في بحر القطب الشمالي. وتظهر صور الأقمار الصناعية للثلج أن له حاليًا أصغر مساحة في التاريخ والإحصائيات المسجلة، وإذا تُركت قضية تغير المناخ بلا حل، فإن ذلك سيؤدي إلى ارتفاع سريع في مستويات سطح البحر في القطب الشمالي، وإلى مزيد من العواصف والرياح الشديدة، وإلى مزيد من الانخفاض في مدى الجليد البحري، وزيادة التآكل بسبب الأمواج المرتفعة. وسيخلف هذا التغير المناخي أيضا آثارًا صحية على سكان الإنويت الأصليين لأسباب مختلفة. وقد أدى تآكل السواحل وذوبان الثلج إلى تغيير أنماط هجرة الأنواع الحيوانية العديدة التي يعتمد عليها الإنويت في الحصول على الغذاء. وفي الوقت نفسه، فإن ارتفاع درجات الحرارة وذوبان الجليد سيجعل من الصعب على شعب الإنويت تجميد وتخزين الغذاء بالطريقة التقليدية. وعلاوة على ذلك، سيجلب تغير المناخ بكتيريا جديدة وغيرها من الكائنات الدقيقة إلى المنطقة، مما سيجلب آثارًا غير معروفة حتى الآن على شعوب المنطقة.

### أمريكا اللاتينية
تهدد الصناعات الاستخراجية في الأمازون وحوض الأمازون معيشة السكان الأصليين. وقد نفذت في الأصل دون موافقة السكان الأصليين، ويجري تنفيذها الآن دون احترام حقوقهم، وتحديدًا في حالة المبادرة المعززة لخفض الانبعاثات الناجمة عن إزالة الغابات. إن إزالة الغابات سيكون له أثر كبير على السكان الأصليين خصوصًا في الغابات الاستوائية في أمريكا اللاتينية. وعلاوة على ذلك، أدى تغير المناخ إلى تغيير أنماط الطيور المهاجرة وتغير أوقات بدء ونهاية الفصول الرطبة والجافة، مما زاد من انحراف الحياة اليومية للسكان الأصليين في أمريكا اللاتينية.

### المحيط الهادئ
تتسم المنطقة بانخفاض منسوب المياه والسواحل المعزولة، مما يجعلها عرضة بشدة لزيادة مستوى سطح البحر وللآثار الناجمة عن تغير المناخ، وقد غرقت جزر بأكملها في منطقة المحيط الهادئ بسبب تغير المناخ، وتفكك وقتل السكان الأصليين. وعلاوة على ذلك، تعاني المنطقة من زيادة تواتر وشدة الأعاصير، والغمر، والمد المكثف، وانخفاض التنوع البيولوجي بسبب تدمير الشعاب المرجانية والنظم الإيكولوجية البحرية. ويترافق انخفاض التنوع البيولوجي مع انخفاض عدد الأسماك وغيرها من أشكال الحياة البحرية التي يعتمد عليها السكان الأصليون في المنطقة للحصول على الغذاء، كما ويفقد السكان الأصليون في المنطقة أيضًا العديد من مصادرها الغذائية مثل قصب السكر والياماس والقارو والموز بسبب تغير المناخ، فضلًا عن انخفاض كمية المياه الصالحة للشرب المتاحة من الأمطار.

### منطقة الكاريبي
الأثر الرئيسي لتغير المناخ في منطقة البحر الكاريبي هو ازدياد حوادث الطقس الحادة. فقد شهدت المنطقة حدوثًا للفيضانات المفاجئة وأمواج التسونامي والزلازل والرياح الشديدة والانهيارات الأرضية، وقد أدت هذه الأحداث إلى أضرار واسعة النطاق في الهياكل الأساسية بالنسبة إلى الممتلكات العامة والخاصة على حد سواء. فعلى سبيل المثال، ألحق الإعصار إيفان أضرارًا بلغت نسبتها الإجمالية 135 في المائة من الناتج المحلي الإجمالي لغرينادا.

### آسيا
يعاني السكان الأصليون في آسيا من عدد من المشاكل الناجمة عن تغير المناخ، بما في ذلك، على سبيل المثال لا الحصر، حالات الجفاف الطويلة والفيضانات والدورات الموسمية غير المنتظمة والأعاصير التي تتسم بقوة غير مسبوقة، والطقس الذي لا يمكن التنبؤ به كثيرًا. وقد أدى ذلك إلى تدهور الأمن الغذائي والمائي، مما أدى بدوره إلى زيادة في الأمراض التي تنقلها المياه وحدوث ضربات حرارية وسوء التغذية.

### إفريقيا
سيؤدى تغير المناخ في أفريقيا إلى انعدام الأمن الغذائي، وتشريد السكان الأصليين، فضلًا عن زيادة المجاعة والجفاف والفيضانات. وفي بعض مناطق أفريقيا، مثل ملاوي، يمكن أن يؤدي تغير المناخ أيضًا إلى انهيارات أرضية، وعواصف، وانهيارات طينية. تضخمت الضغوط الناجمة عن تغير المناخ على إفريقيا بسبب عدم وجود الهياكل الأساسية لإدارة الكوارث أو عدم كفايتها في جميع أنحاء القارة.

### أمريكا الشمالية
تشمل آثار تغير المناخ على الشعوب الأصلية في أمريكا الشمالية زيادة درجات الحرارة، وتغيرات هطول الأمطار، وانخفاض الغطاء الجليدي والغطاء الثلجي، وارتفاع مستوى سطح البحر، وزيادة الفيضانات، والجفاف، والطقس الحاد. هناك بعض الحلول المقترحة لمكافحة تغير المناخ في أمريكا الشمالية منها التخفيف من تلوث الفحم، والأطعمة المعدلة وراثيًا التي تنتهك في الواقع حقوق الشعوب الأصلية وتتجاهل ما هو أفضل لمصلحتها من أجل الحفاظ على الازدهار الاقتصادي في المنطقة.

## مشاركة الشعوب الأصلية في البحوث والحكم في مجال تغير المناخ
تاريخيًا، لم تؤخذ الشعوب الأصلية بعين الاعتبار في المحادثات المتعلقة بتغير المناخ ولم تكن هناك أطر تسمح لهم بالمشاركة في البحوث. فعلى سبيل المثال، لم يؤخذ السكان الأصليين الذين يعيشون في الغابات المطيرة الإكوادورية والذين عانوا من انخفاض حاد في التنوع البيولوجي وزيادة انبعاثات غازات الدفيئة بسبب إزالة الغابات في الأمازون بعين الاعتبار في مشروع خفض الانبعاثات الناجمة عن إزالة الغابات وتدهورها لعام 2005.